# シェイン・カーウィン

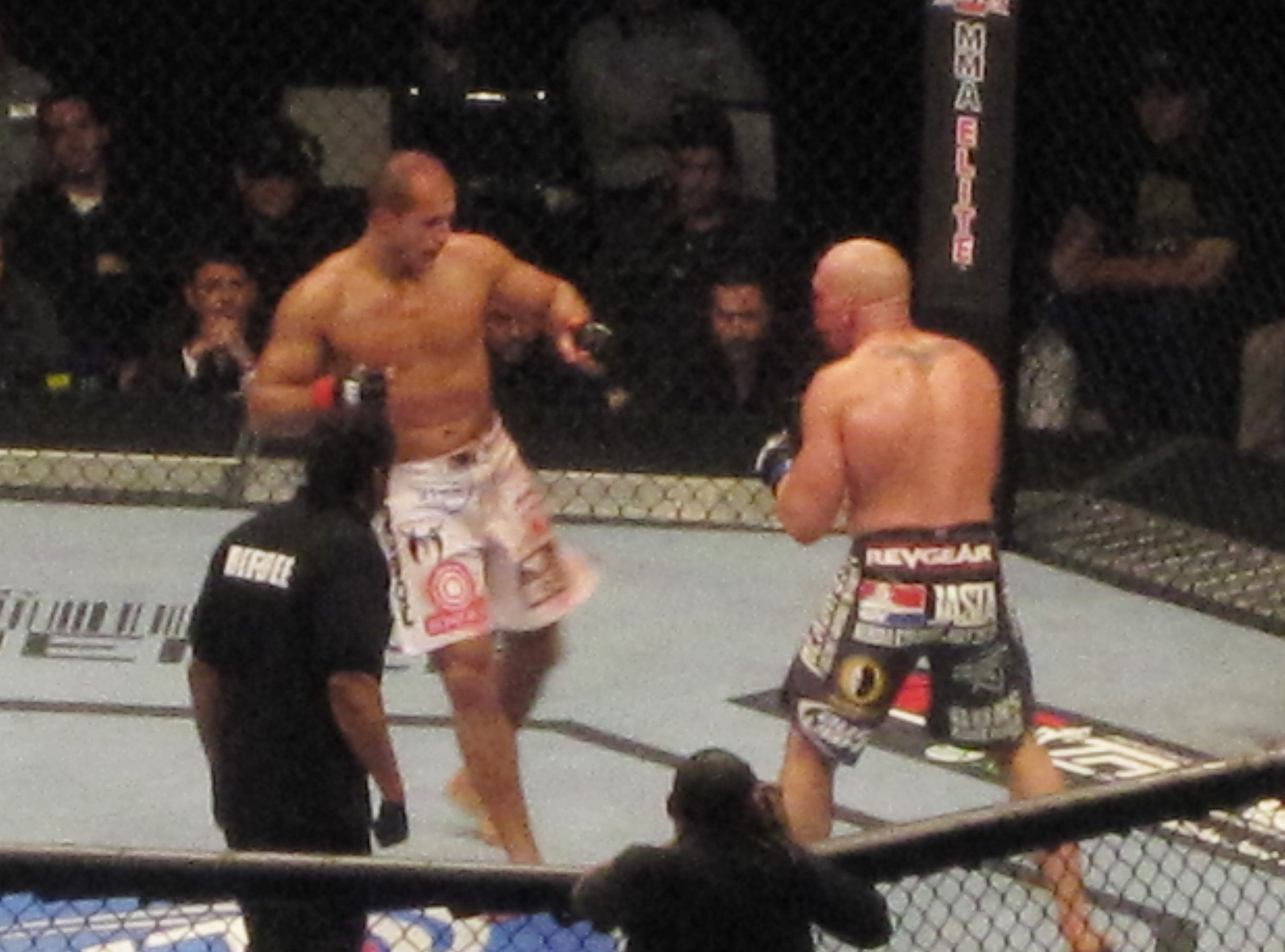
試合中のカーウィン

シェイン・カーウィン（Shane Carwin、1975年1月4日 - ）は、アメリカ合衆国の男性総合格闘家。コロラド州グリーリー出身。グラッジ・トレーニング・センター所属。元UFC世界ヘビー級暫定王者。

## 来歴
6歳の時にレスリングを始める。大学時代はNCAAディヴィジョン2で1度王者になり、オールアメリカンに3度選出された。また、アメリカンフットボールでもオールアメリカンに選出され、大学4年生のオールスターゲームであるシニアボウルの出場選手に選ばれている。
2005年10月14日、30歳でWEC 17においてプロ総合格闘技デビューを果たし、カールトン・ジョーンズに勝利した。
2007年12月1日、Ring of Fire 31で行われたROFヘビー級王座決定戦でシャーマン・ペンダーガーストと対戦し、TKO勝ちを収め王座獲得に成功した。

### UFC
2008年5月24日、UFC初参戦となったUFC 84でクリスチャン・ウェリッシュと対戦し、1R開始44秒でKO勝ちを収め、白星デビューとなった。10月18日にはイギリスで行われたUFC 89に出場、地元出身のニール・ウェインにマウントパンチで勝利し、UFC2連勝とした。
2009年3月7日、UFC 96でガブリエル・ゴンザーガと対戦し、1R開始1分9秒で右ストレートでダウンさせてからの右アッパーでKO勝ちを収めた。
2009年11月21日のUFC 106でUFC世界ヘビー級王者ブロック・レスナーとタイトルマッチで対戦予定であったがレスナーの体調不良により、2010年1月2日のUFC 108に延期されるも、最終的に試合は消滅した。
2010年3月27日、UFC 111のUFC世界ヘビー級暫定王座決定戦でフランク・ミアと対戦。クリンチアッパー連打でダウンさせてからのパウンドにより、プロデビューから12試合連続1Rフィニッシュ勝利となる、1R3分48秒でKO勝ちを収め王座獲得に成功。ノックアウト・オブ・ザ・ナイトを受賞した。試合後に正規王者レスナーがオクタゴンに上がり、王座統一戦での対戦を約束した。
2010年7月3日、UFC 116のUFC世界ヘビー級王座統一戦で正規王者ブロック・レスナーと対戦。1Rはパンチでダウンをさせてからのパウンドででレスナーを圧倒。しかし、それまで自身が経験したことのなかった2Rに突入するとスタミナ切れにより失速。肩固めで一本負けを喫し王座統一に失敗し、総合格闘技公式戦初の黒星を喫するとともに暫定王座を失った。
2011年1月1日、UFC 125でロイ・ネルソンと対戦予定であったが、カーウィンが首の手術を受け試合が消滅した。
2011年6月11日、UFC 131でジュニオール・ドス・サントスと対戦し、0-3の判定負けを喫した。
2012年、The Ultimate Fighter 16でロイ・ネルソンと共にコーチを務めた。12月15日のThe Ultimate Fighter 16 Finaleでネルソンとのコーチ対決が予定されていたが、負傷により欠場した。
2013年5月8日、自身のTwitter上で引退を表明した。

## 人物・エピソード
- 拳が大きいためグローブは、最大サイズの4Xのグローブのサイドをカットした特注品を使用している[8]。
- コロラド鉱山大学で機械工学、ウェスタン・コロラド大学で環境工学の学士号を取得。エンジニアとして働いている。
- 日本で東日本大震災が起きた際に、米国で自らTシャツを販売して義援金を募り、米格闘技界に支援を呼びかけた[9]。

## 戦績
| 総合格闘技 戦績 | 総合格闘技 戦績 | 総合格闘技 戦績 | 総合格闘技 戦績 | 総合格闘技 戦績 | 総合格闘技 戦績 | 総合格闘技 戦績 |
| --------------- | --------------- | --------------- | --------------- | --------------- | --------------- | --------------- |
| 14 試合         | (T)KO           | 一本            | 判定            | その他          | 引き分け        | 無効試合        |
| 12 勝           | 7               | 5               | 0               | 0               | 0               | 0               |
| 2 敗            | 0               | 1               | 1               | 0               | 0               | 0               |

| 勝敗 | 対戦相手                     | 試合結果                              | 大会名                                                         | 開催年月日     |
| ×    | ジュニオール・ドス・サントス | 5分3R終了 判定0-3                     | UFC 131: dos Santos vs. Carwin                                 | 2011年6月11日  |
| ×    | ブロック・レスナー           | 2R 2:19 肩固め                        | UFC 116: Lesnar vs. Carwin 【UFC世界ヘビー級王座統一戦】       | 2010年7月3日   |
| ○    | フランク・ミア               | 1R 3:48 KO（パウンド）                | UFC 111: St-Pierre vs. Hardy 【UFC世界ヘビー級暫定王座決定戦】 | 2010年3月27日  |
| ○    | ガブリエル・ゴンザーガ       | 1R 1:09 KO（右ストレート→右アッパー） | UFC 96: Jackson vs. Jardine                                    | 2009年3月7日   |
| ○    | ニール・ウェイン             | 1R 1:31 TKO（マウントパンチ）         | UFC 89: Bisping vs. Leben                                      | 2008年10月18日 |
| ○    | クリスチャン・ウェリッシュ   | 1R 0:44 KO（右ストレート）            | UFC 84: Ill Will                                               | 2008年5月24日  |
| ○    | シャーマン・ペンダーガースト | 1R 1:41 TKO（パウンド）               | Ring of Fire 31: Undisputed 【ROFヘビー級王座決定戦】          | 2007年12月1日  |
| ○    | レックス・リチャーズ         | 1R 1:24 フロントチョーク              | Art of War 4                                                   | 2007年10月27日 |
| ○    | リック・スレイトン           | 1R 0:49 KO（パンチ）                  | Ring of Fire 30: Domination                                    | 2007年9月15日  |
| ○    | クリス・ギーエン             | 1R 0:29 チョークスリーパー            | Ultimate Texas Showdown 6                                      | 2006年6月24日  |
| ○    | ジャスティス・スミス         | 1R 0:31 TKO（パンチ連打）             | Extreme Wars 3: Bay Area Brawl                                 | 2006年6月3日   |
| ○    | ジェイ・マッカウン           | 1R 1:31 チョークスリーパー            | Ultimate Texas Showdown 5                                      | 2006年4月29日  |
| ○    | ケイシー・ジャクソン         | 1R 0:22 ギロチンチョーク              | Extreme Wars 2: X-1                                            | 2006年3月18日  |
| ○    | カールトン・ジョーンズ       | 1R 2:11 ギブアップ（パンチ連打）      | WEC 17: Halloween Fury 4                                       | 2005年10月14日 |

## 獲得タイトル
- ROFヘビー級王座（2007年）
- UFC世界ヘビー級暫定王座（2010年）

## 表彰
- UFC ノックアウト・オブ・ザ・ナイト（1回）